# Дванаест апостола (Аустралија)
Дванаест апостола су скуп стена (хриди) у близини обале националног парка Порт Кембела на Великом океанском путу у савезној држави Викторија у Аустралији. Једна су од туристичких атракција Аустралије и упркос имену обухвата девет стена али због урушавања једне, 2005, данас их има само осам.

## Формација и историјат
Ове хриди настале су ерозијом. Под одређеним временским условима, и уз стално запљускивање океана, стене су се временом трошиле, па преостале стене стоје као ознаке где су пре хиљадама година биле границе обале. Оне су се одвајале од обале у процесу који је трајао хиљадама година, тако што је вода прво исклесала пећине, затим лукове, да би на крају остале усправне формације какве се данас могу видети. Оне данас имају висину од око 50 метара, а остало их је мање од десет.